# Krajowa Rada Pokoju i Porządku
Krajowa Rada Pokoju i Porządku (taj. คณะรักษาความสงบแห่งชาติ, RTGS: khana raksa khwam sangop haeng chat; skrócona (taj. คสช, RTGS: khosocho)) (NCOP) –  to junta wojskowa, która przejęła władzę w Tajlandii w wyniku zamachu stanu z 22 maja 2014 roku.  W dniu 20 maja 2014, wojsko ogłosiło stan wojenny w całym kraju, próbując powstrzymać narastający kryzys polityczny w kraju i wymusić ustąpienie demokratycznie wybranego rządu. 22 maja wojsko odsunęło od władzy rząd Yingluck Shinawatry i utworzyło Krajową Radę Pokoju i Porządku do przejęcia kontroli nad państwem. Junta ocenzurowała media, zawiesiła konstytucję i zatrzymała członków tajlandzkiego rządu.  

## Nazwa
Pierwsza nazwa przyjęta przez juntę brzmiała: Krajowa Rada Utrzymania Pokoju i Porządku (ang. "National Peace and Order Maintaining Council", skrót "NPOMC"). Nazwa została później zmieniona na "Krajowa Rada Pokoju i Porządku" (ang. "National Council for Peace and Order", skrót "NCPO") w dniu 24 maja 2014 roku.

## Skład NCOP
W dniu 22 maja 2014 NCOP ogłosiła skład i oświadczyła, że jej przywódca będzie wykonywać wszystkie uprawnienia i obowiązki, które prawo przewiduje dla premiera i rządu, do czasu wyboru lub wyznaczenia nowego premiera.
23 maja NCPO ogłosiła, że krótko- i długoterminowe krajowe strategie administracyjne zostaną określone przez jej lidera. Rada przydzieliła swoich członków do ministerstw i agencji rządowych.
W dniu 24 maja 2014 NCPO rozwiązała Senat i nadała władzę ustawodawczą swojemu liderowi. Jednocześnie nakazała sądowi, by działał zgodnie ze swoimi dyrektywami. Później tego samego dnia przeniosła generała Adul'a Saengsingkaewa, Dyrektoraa Generalnego Królewskiej Tajlandzkiej Policji, a także jego zastępcę, na nieaktywne stanowisko w Kancelarii Premiera. Adul został zastąpiony przez generała policji Watcharapola Prasarnrajkita.
26 maja król Bhumibol Adulyadej zatwierdził zamach stanu, formalnie mianując generała Prayutha Chan-ocha na "odpowiedzialnego za administrację publiczną" od dnia 24 maja. Królewska aprobata była postrzegana jako klucz do legitymizacji zamachu stanu.

## Reakcje na zamach stanu
- Kanada – Minister spraw zagranicznych John Baird potępił zamach stanu i powiedział: "Ta decyzja narusza zasady demokratyczne w Tajlandii i stoi w jaskrawym kontraście z wcześniejszymi zapewnieniami armii, że jej rola będzie ograniczona do zapewnienia porządku publicznego. Mamy nadzieję i oczekujemy, że wojsko tajlandzkie przywróci w Tajlandii rządy cywilne tak szybko, jak to jest możliwe, z poszanowaniem demokratycznych procesów i praworządności, zapewnienia wolności słowa i zgromadzeń oraz zagwarantowania sprawiedliwego procesu dla tych, którzy zostali zatrzymani."[14]
- UE – Europejska Służba Działań Zewnętrznych (EEAS) wezwała wojskowych do zaakceptowania i poszanowania konstytucyjnego autorytetu władzy cywilnej i podkreśliła "znaczenie jak najszybszego przeprowadzenia wiarygodnych i pluralistycznych wyborów".
- Francja – Prezydent François Hollande potępił zamach stanu i wezwał do "natychmiastowego powrotu do konstytucyjnego porządku i do przeprowadzenia wyborów"[15].
- ONZ – Ban Ki-moon, Sekretarz generalny Organizacji Narodów Zjednoczonych, wydał oświadczenie wyrażające zaniepokojenie zamachem stanu i wezwał do "szybkiego powrotu do konstytucyjnych, cywilnych, demokratycznych rządów" i ruchu w kierunku współpracy między stronami[16].
- USA – Sekretarz Stanu John Kerry potępił zamach stanu i powiedział, że "Ten akt będzie miał negatywne konsekwencje dla stosunków między Stanami Zjednoczonymi a Tajlandią, szczególnie dla naszych relacji z tajskim wojskiem"[17].
- Wielka Brytania – Wielka Brytania wyraziła zaniepokojenie zamachem, jednak nie posunęła się tak daleko, aby go potępić. Brytyjskie Ministerstwo Spraw Zagranicznych wezwało brytyjskich podróżnych do przestrzegania zaleceń dotyczących podróży i stwierdziło: "Jesteśmy zaniepokojeni ogłoszeniem wojskowego zamachu stanu w Tajlandii i uważnie śledzimy rozwój sytuacji. Wzywamy wszystkie strony do odłożenia na bok dzielących ich różnic i przestrzegania wartości: demokracji i rządów prawa, co oczywiście leży w interesie Tajlandii."[18]